# Anders Thuronius
Anders Thuronius, född den 31 oktober 1632 i Tavastkyro, död den 8 augusti 1665 under överfart till Reval, var en finländsk universitetslärare och filosof.
Thuronius blev student vid Kungliga Akademien i Åbo 1648 och filosofie magister 1653 samt anställdes som sekreterare hos universitetets kansler Per Brahe, vars gunst han i hög grad tillvann sig. År 1656 tillträdde han logices och metaphysices professuren, med vilken han 1660 fick förena physices professuren under åtnjutande av de till denna hörande löneförmåner. Thuronius utarbetade, förutom disputationer, Institutiones logicae och Compendium metaphysicae, vilka bestämmande inverkade på den filosofiska bildningen inte bara vid Kungliga Akademien i Åbo, utan även i hela riket. 
Intill århundradets slut följde senare författare i samma ämnen honom troget i spåren. Thuronius var i avseende på det metodiska förfarandet en lärjunge av Melanchthon, medan däremot Cartesius kritiska filosofi var honom obekant. Han karakteriserar filosofin som en intellektuell färdighet att genom inhämtande av vetenskapliga kunskaper förvärva livets högsta goda: exakt vetande och ett moraliskt handlingssätt. Hans skrifter vittnar om en vidsträckt beläsenhet, men han förlorar sig ofta i småaktiga bestämningar, formella betraktelser och regler.